# Apeninský poloostrov
Apeninský poloostrov je jeden z největších evropských poloostrovů. Má rozlohu 131 337 km² a táhne se v délce 1000 km od Alp na severu do středu Středozemního moře na jihu. Z východu ho omývá Jaderské moře, z jihu Jónské moře, z jihozápadu Tyrhénské moře a ze severozápadu Ligurské moře.
Na poloostrově se nacházejí tři různé státy:
- Itálie – zabírá prakticky celý poloostrov
- San Marino – malý stát na severozápadě poloostrova, zcela obklopen Itálií
- Vatikán – malý městský stát v Římě.

Apeninský poloostrov je pojmenován podle Apenin – pohoří, které se táhne jeho střední částí.